# Miguel Ángel Bustos
Miguel Ángel Ramón Bustos (Buenos Aires, 31 de agosto de 1932 - Buenos Aires, 20 de junio de 1976) fue un poeta, periodista y artista plástico argentino. Fue secuestrado por la dictadura militar argentina el 30 de mayo de 1976.

## Biografía
Miguel Ángel Bustos nació en Buenos Aires, Argentina, el 31 de agosto de 1932, siendo el mayor de cuatro hermanos. Su abuelo materno, Carlos von Jöcker, influyó en su temprano interés por la literatura y la poesía. Después de completar sus estudios secundarios en 1951, ingresó a la Facultad de Filosofía y Letras de la Universidad de Buenos Aires, donde se dedicó al estudio de varios idiomas, incluyendo inglés, francés, portugués e italiano.
En 1957, publicó su primer libro de poemas, Cuatro murales, un óleo, seguido por "Corazón de piel afuera" dos años más tarde, prologado por el poeta Juan Gelman. Entre 1960 y 1963 realiza un extenso viaje por el norte argentino, Brasil, Bolivia y Perú, que dejó una profunda marca en su obra posterior. Su regreso a Buenos Aires en 1964 fue seguido por un breve matrimonio, un intento de suicidio y una estancia de casi un año en el Hospital Neuropsiquiátrico "José T. Borda", donde conoció al poeta surrealista Jacobo Fijman, que influyó en su propia poesía.
En 1965, Miguel Ángel Bustos publicó Fragmentos fantásticos, escrito en gran parte en la clínica de neuropsiquiatría Bermann de Córdoba. Por esos tiempos el dibujo comenzó a ocupar en su vida un espacio tan importante como el de la poesía, tanto que cuatro de sus libros de poemas son ilustrados por él mismo. Es así que asistió al taller de dibujo de Juan Batlle Planas y formó parte del mítico círculo surrealista creado por Aldo Pellegrini y Enrique Pichon-Rivière. También entabló una relación de maestro-discípulo con Leopoldo Marechal, quien prologó su nuevo libro Visión de los hijos del mal (1969), llamando a Bustos “místico en estado salvaje”. Por esta obra, Miguel Ángel recibió el Segundo Premio Municipal de Poesía. En 1970 publicó su libro El Himalaya o la Moral de los Pájaros gracias a una beca otorgada por el Fondo Nacional de las Artes. El lanzamiento del libro coincidió con su primera exposición de dibujo y pintura en la Sociedad Argentina de Artistas Plásticos.

En una entrevista de Alicia Dujovne Ortiz a Miguel Ángel Bustos para La Nación titulada Y la doble red, la periodista le consulta si las imágenes de su poesía también aparecen “de golpe, ya construidas, dictadas”. Miguel Ángel responde: 
“Sí, El Himalaya lo escribí en un solo tirón, con la misma sensación de certeza. Y también es una poesía con el ambiguo sentido que Rimbaud le daba a la palabra «iluminación»: a la vez iluminación del espíritu y pintura”.
En entrevista con Bengt Oldenburg para la revista Análisis, Miguel Ángel Bustos confesó:
“Dibujo porque quiero alcanzar una libertad que no se alcanza con la palabra”. 
El crítico sueco concluyó:
“Miguel Ángel Bustos es un visionario, un místico, su visión pasa a través de las apariencias para captar los signos esenciales que rechazamos como sueños o delirios”.
A finales de los sesenta Miguel Ángel Bustos conoció a Iris Alba, diseñadora, escultora y ceramista, quien se convirtió en su esposa y madre de su hijo Emiliano. Durante los años setenta, Bustos se desempeñó como periodista cultural en diversas publicaciones, incluyendo revistas como Panorama y Siete Días, así como en los diarios La Opinión y El Cronista Comercial. También enseñó en la Facultad de Filosofía y Letras de la Universidad de Buenos Aires y continuó estudiando rumano .

## Compromiso político, secuestro y muerte
Inicialmente vinculado a la UCRI en los años 50, Bustos expresó simpatía por la Revolución Cubana y China, participando brevemente en la Federación Juvenil Comunista y colaborando con el mensuario "Nuevo Hombre" (Buenos Aires, 1971-1974). Según testimonios, también colaboró con el frente cultural del PRT y distribuyó publicaciones como "El Combatiente" y "Estrella Roja".

El 31 de mayo de 1976, Bustos fue secuestrado en su hogar de Buenos Aires. Su amigo y también poeta, Alberto Szpunberg, cuenta que
“el domingo 31 de mayo de 1976, Miguel Ángel regresó a su casa de la calle Hortiguera, a dos cuadras del Parque Chacabuco, luego de pasear con Emiliano, que acababa de cumplir cuatro años. Esa noche, a las diez y media, más o menos, tocaron el timbre, acaso hubiese podido huir, pero se negó… Las tarjetas amarillas que mostraron los asesinos intentaron dar al allanamiento ciertos visos de legalidad”.
El día que se lo llevaron, cuenta Iris Alba, entraron cinco policías a su casa. A ella le ordenan encerrarse en la cocina con el niño. Rompen todo, destrozan sus libros. “Lo llevamos por averiguación de antecedentes” le dicen a ella. “Llevate una manta que hace frío” le dicen a él. Entonces Bustos va hacia la habitación de su hijo y toma una manta. “Miguel se llevó una manta de ese cuarto, y yo me quedé mirando desde su ventanita, a pesar de que era tan chiquita que no podía ver nada” relató ella. 
El 20 de junio del mismo año fue asesinado junto a otras diez personas en un descampado de Avellaneda, en un episodio conocido como Masacre de Sarandí. Este hecho, presentado en los medios como un enfrentamiento, ahora conocemos que fraguado, dio origen a una carpeta del Consejo Militar de Guerra. La investigación posterior realizada sobre hechos conexos señala que Bustos pudo haber estado secuestrado en el Centro clandestino de detención “El Vesubio”. Sus restos fueron arrojados por los represores en una fosa en el Sector 134 del Cementerio de Avellaneda y exhumados en 1991 por el Equipo Argentino de Antropología Forense. La identificación de los mismos fue finalizada  en el año 2014 y estuvo a cargo de miembros fundadores de dicha organización. El 31 de agosto de ese año, día que Bustos hubiera cumplido ochenta y dos años, se juntaron Emiliano y familia con amigos poetas y artistas en el Parque de la Memoria para, en una sobria ceremonia, finalmente poder despedir al poeta, arrojando las cenizas al Río de la Plata. El caso Bustos fue incluido en una causa judicial en la que se investigaron, probaron y condenaron delitos de lesa humanidad. La sentencia fue dictada por el Tribunal Oral en lo Criminal Federal N.º 5 de Capital Federal.

## Memoria
A lo largo de los años, la obra de Bustos ha sido reconocida como fundamental para la poesía argentina por destacados poetas y escritores, como Manuel Mujica Laínez, Olga Orozco, Rodolfo Rabanal y Reynaldo Giménez. Diana Bellesi destaca que la obra de Bustos es esencial en la vida de cualquier poeta que aprecie la lectura de otros poetas.
En 1998, Alberto Szpunberg publicó el libro póstumo Despedida de los ángeles, que reúne poemas inéditos de Bustos. En 2007, Emiliano Bustos compiló trabajos periodísticos, correspondencia y ensayos de su padre en el libro Miguel Ángel Bustos, Prosa. 1960-1976, seguido por la recopilación de la poesía completa de su padre en Visión de los hijos del mal en 2008.
La obra de Bustos ha trascendido las fronteras lingüísticas, siendo traducida al inglés como Vision of the Children of Evil en 2018 y al francés como Archipel du tremblement en 2015. En italiano fue publicado Frammenti fantastici, obra que comprende también Quattro murales e Cuore con la pelle esposta en 2023. En 2022, se otorgó en Colombia el I Premio Internacional de Poesía Miguel Ángel Bustos.
En 2013, se llevó a cabo la exposición "Todo es siempre ahora" en el Centro Cultural Borges, organizada por Luis Felipe Noé y Eduardo Stupía, que exhibió la obra plástica de Miguel Ángel Bustos en diálogo con la obra de su hijo Emiliano. La muestra fue levantada prematuramente debido al robo de un cuadro de Miguel Ángel Bustos, un acto atribuido a motivaciones políticas.
Compositores de diferentes países y géneros musicales han honrado la obra de Bustos. Entre ellos, los compositores alemanes Manfred Trojahn y Hans Jürgen von Bose. Este último produjo Siete Textos basados en la obra del poeta argentino, estrenados en 1992 en el Teatro San Martín.En 2012 el Cuarteto Cedrón lanzó el álbum Corazón de piel afuera, obra homónima basada en poemas del segundo libro de Bustos.
En 2022, en conmemoración del 90 aniversario del nacimiento de Bustos, se realizaron homenajes en la Biblioteca Nacional y el Centro Cultural Conti, destacando la vigencia y trascendencia de su legado artístico y poético.

## Obra
- Cuatro murales (Con dibujos, Edición del autor, Buenos Aires, 1957)
- Corazón de piel afuera (Presentación de Juan Gelman, Nueva Expresión,Buenos Aires, 1959)
- Fragmentos fantásticos (Con dibujos del autor, Casa Editora Francisco Colombo, Buenos Aires, 1965)
- Visión de los hijos del mal (Prólogo de Leopoldo Marechal, Editorial Sudamericana, Buenos Aires, 1967)
- El Himalaya o la moral de los pájaros (Con ilustraciones del autor, Editorial Sudamericana, Buenos Aires, 1970)
- Visión de los hijos del mal - Poesía completa (Prólogo y notas de Emiliano Bustos, Editorial Argonauta, Buenos Aires, 2008)
- Vision of the Children of Evil - Bilingual Edition (Translated by Lucina Schell, co•im•press, Chicago, 2018).
- Frammenti fantastici - Edizione bilingue (Traduzione italiana di Laura Branchini, Asinelli Editori, Varese, 2023).
- Visione dei figli del male - Edizione bilingue (Traduzione italiana di Laura Branchini, Asinelli Editori, Varese, 2024).